# Astatotilapia calliptera
Astatotilapia calliptera (Syn.: Haplochromis callipterus; Gr.: „kallos“ = schön, „pteron“ = Flügel, Flosse) ist eine Buntbarschart, die im ostafrikanischen Malawisee, im Chiuta-See, im Chilwa-See, im unteren Sambesi, im Búzi, Lukuga, Lundi, Pungwe und Save vorkommt.

## Merkmale
Astatotilapia calliptera wird 11 bis maximal 15 cm lang. Die Art hat die typische Gestalt eines Haplochromis-Verwandten mit einem bulligen Kopf und einem leicht nach oben stehenden Maul. Die Zähne sind klein und meist zweispitzig. Sie stehen in jedem Kiefer in drei bis fünf Reihen. Die Kiemenrechen sind kurz und stehen weit auseinander, sieben bis neun sitzen auf dem ersten Kiemenbogen. Astatotilapia calliptera ist messingfarben, olivgrün oder gräulich gefärbt mit 8 bis 9 olivfarbenen senkrechten Bändern auf den Körperseiten. Ein fast immer sichtbares dunkles Band zieht sich von den Augen bis zu den Mundwinkeln. Die obere Kopfregion von der Oberlippe bis zum Rückenflossenansatz ist rötlich braun. Die Unterseite des Kopfes ist blau. Der obere Abschnitt der Rückenflosse ist rußfarben, der untere orange gefleckt, die Spitzen der Rückenflossenstrahlen sind rot. Die Schwanzflosse ist schmutzig-gelb und hat orange Flecken. Die Afterflosse ist an der Basis rußfarben, gelb im Außenbereich und trägt zwei bis acht orange Eiflecken. Auf dem Vorkiemendeckel zeigt sich manchmal ein undeutlicher schwarzer Fleck. Männchen in Laichstimmung sind leuchtend gelb gefärbt, Kopf und unterer Hinterkörper, sowie der Schwanzstiel sind blau. Die Eiflecke sind leuchtend orange, Rücken- und Afterflosse rot und blau angelaufen.
- Flossenformel: Dorsale XIII–XV/9–10, Anale III/7–8.
- Schuppenformel: SL 29–33.

## Lebensweise
Astatotilapia calliptera lebt vor allem in bewachsenen, flachen Gewässerregionen. Er ernährt sich von Wirbellosen, Algen, Pflanzen, kleinen Fischen und Plankton. Wie fast alle Malawiseebuntbarsche ist Astatotilapia calliptera ein Maulbrüter.

## Systematik
Die Fischart wurde 1894 durch den deutschen Zoologen Albert Günther unter dem Namen Chromis callipterus beschrieben und später der Gattung Astatotilapia zugeordnet, die aber kein Monophylum darstellt. Zusammen mit seiner Schwesterart Astatotilapia swynnertoni und Astatotilapia tweddlei gehört Astatotilapia calliptera zur "Lake Malawi radiation" der ostafrikanischen Buntbarsche, ist also mit den farbenprächtigen Mbunas, die als Aquarienfische bekannt sind, nah verwandt.